# Шпионка (телесериал)
«Шпио́нка» (англ. Alias) — американский шпионский «spy-fi» телесериал, созданный Дж. Дж. Абрамсом, с Дженнифер Гарнер (Сидни Бристоу) в главной роли. Был показан на канале ABC с 30 сентября 2001 года по 22 мая 2006 года. Всего было снято 105 серий (5 сезонов).
Наряду с культом разведки, ставшей центральной темой телесериала, главную сюжетную линию дополняет поиск и восстановление артефактов, созданных Майло Джакомо Рамбальди (1444—1496 гг.).
Сюжет и некоторые технологии, используемые в телесериале, отнесли «Шпионку» к жанру научной фантастики. На протяжении первых двух сезонов Сидни вынуждена жить тройной жизнью: она и шпионка, и двойной агент, работающая на СД-6 и ЦРУ, используя различные псевдонимы на разных миссиях, и студентка колледжа, скрывающая правду от своих знакомых и друзей о своей истинной работе.

## Сюжет

### Сезон 1
Состоит из 22 серий.
Сидни Бристоу была первокурсницей факультета американской литературы, готовящаяся получить степень доктора философии, когда к ней обратились с предложением работать на организацию СД-6 («тайная» часть ЦРУ), руководителем которой являлся Арвин Слоан. Она приняла предложение и быстро стала оперативником СД-6. СД-6 располагался в подвальных этажах здания банка «Кредит Дофин», в котором Сидни якобы работала программистом. В первой серии, спустя семь лет после начала её работы на СД-6, она сообщает своему жениху Дэнни, о том, что она шпионка. В СД-6 узнали об этом, в результате чего Дэнни был убит.
После убийства Дэнни Сидни не появлялась на своей работе, и СД-6 начало на неё охоту. Спас Сидни её отец — Джек Бристоу, с которым она не виделась много лет и который также был агентом СД-6. Отец рассказал Сидни о том, что СД-6 — не часть ЦРУ, а террористическая организация, филиал «Союза двенадцати». Все агенты-новички считали, что работают на ЦРУ, но лишь агенты с высоким уровнем доступа знали правду. Джек Бристоу был одним из них.
Сидни решается прийти в настоящее ЦРУ и рассказать о своей работе в СД-6. В ЦРУ её нанимают, как двойного агента, и закрепляют за ней куратора, агента ЦРУ Майкла Вона.
Так Сидни стала двойным агентом, основная задача которого — разрушение СД-6 изнутри. Как оказалось позднее, её отец также является двойным агентом. А её мать, Ирина Деревко, которая, как считала Сидни, погибла в автокатастрофе, на самом деле жива, и была агентом КГБ, приставленной к Джеку, чтобы шпионить за ним.
Главные сюжетные линии первого сезона включают:
- тройная жизнь Сидни;
- расследование смерти Дэнни Уиллом Типпином, другом Сидни;
- поиск матери Сидни;
- дружба Сидни с Фрэнси и Уиллом;
- романтичные отношения Фрэнси с Чарли;
- развитие отношений Сидни с Майклом Воном, к которому постепенно растет доверие и любовь.

Первый сезон телесериала фокусируется на развитии характера Сидни, и позволяет аудитории с ней ближе познакомиться. Другие сезоны продолжают эти темы, с иногда появляющимися звездами первой величины, специально приглашенными гостями, на протяжении всего сериала.
Так как Сидни почти не знала свою мать, семья Слоанов — Арвин и Эмили — считали Сидни своей дочерью. Слоан был другом Джека, и оба они в молодости работали в ЦРУ.
В первом сезоне Сидни также обнаруживает свой портрет на одном из листов журнала Майло Рамбальди, в дальнейших сезонах мать Сидни сказала ей, о том, что она избранная.

### Сезон 2
Состоит из 22 серий.
Второй сезон начинается с появления Ирины Деревко, матери Сидни, которая вскоре становится важной частью сериала. В середине сезона, после уничтожения ценных данных на сервере Союза двенадцати, СД-6 и другие филиалы союза были уничтожены, Сидни становится просто агентом ЦРУ, всё ещё преследующим Арвина Слоуна и его партнера Джулиана Сарка, занимающихся поиском артефактов Майло Рамбальди. Друзья Сидни из СД-6, Маркус Диксон и Маршалл Флинкман, узнали, наконец, что Сидни была двойным агентом, и тоже были завербованы в ЦРУ.
Сидни и Вон теперь могли не скрывать свои чувства друг к другу от окружающих. Они стали встречаться. Уилл Типпин, друг Сидни, работавший журналистом в газете, после опубликования своей статьи об СД-6, вынужден был уволиться и признать свою статью вымыслом, чтобы остаться в живых. После разгрома СД-6 Майкл Вон давал некоторые мелкие поручения Уиллу, так как тот не мог найти работу из-за своей репутации. Фрэнси открыла свой ресторан, и Уилл помогал ей в ресторане.
Во второй половине сезона, Фрэнси Калфо, лучшая подруга Сидни, была убита и заменена Эллисон Дорин — женщиной, которая была преобразована в точную копию Фрэнси. Таким образом Эллисон получила возможность шпионить за Сидни и Уиллом. В конце сезона Сидни узнает об этом, и в ходе драки между «подругами» Фрэнси-Эллиссон возможно была убита, а Сидни теряет сознание. Сидни приходит в себя в квартале Гонконга, два года спустя, ничего не понимая и неспособная что-либо вспомнить за прошедшие два года. Вскоре она узнаёт, что её друзья и ЦРУ считают, что она мертва. Вон нашёл новую любовь и теперь женат.

### Сезон 3
Состоит из 22 серий.
В третьем сезоне действие происходит спустя два года после событий второго сезона, когда Сидни считали мёртвой. Её смерть подтверждалась совпадением ДНК найденного сожжённого тела. На самом деле террористы захватили её, после чего сожгли дом Сидни.
Сидни была похищена террористической организацией Гарантия, которая пыталась превратить её в наёмную убийцу по имени Джулия Торн. В конечном счёте, Сидни добровольно стёрла свои воспоминания прошедших двух лет, с целью забыть некоторые из действий, которые она была вынуждена была совершить как Джулия Торн и гарантировать, что один из самых опасных артефактов Рамбальди никогда не будет найден.
Сидни возвращается в ЦРУ и начинает расследовать своё отсутствие. Арвин Слоан за это время был прощён и стал основателем и руководителем всемирно известной гуманитарной организации «Омнифарм» в Цюрихе. Майкл Вон женился на агенте КНБ Лорен Рид. Лорен Рид в дальнейшем оказалась также членом Гарантии и возлюбленной Джулиана Сарка. КНБ играет роль правительственной организации, которая держит мощную неконтролируемую власть, с тюрьмой, подобной Гуантанамо, значительно влияя на ЦРУ.
Сидни узнаёт, что её мать и Арвин Слоан были любовники, и Ирина родила ребёнка. Она определяет местонахождение своей сестры Нади Сантос, захваченной Гарантией, вызволяет Надю из чеченской тюрьмы и спасает от смерти. Надя в рукописях Рамбальди указывается как Пассажир, и хранители Рамбальди тщательно охраняли тайну нахождения Пассажира.
Отец Вона был одним из агентов, убитым Ириной Деревко, который был адептом Рамбальди и участвовал в сокрытии Нади. Вон пробовал выяснить причины смерти своего отца, когда Сарк и Лорен захватили его в плен и стали пытать для того, чтоб выяснить место нахождения Пассажира.
После «казни» Слоана, он оказался скрытым от всех врагов. Слоан похитил Надю, посланника Рамбальди. Он вводил ей эликсир, созданный по описаниям Рамбальди, чтобы она передавала его сообщения в письменной форме.
В конце сезона, Сидни идет на миссию и сталкивается с Лорен Рид. После того, как они борются, Лорен начинает насмехаться над Сидни, говоря, что она знает информацию о её прошлом. Когда Вон появляется, Сидни идёт к нему, оставляя Лорен шанс напасть снова. Вон стреляет в Лорен, и она умирает, но прежде она успевает сказать Сидни номер депозитного ящика, где хранятся секретные материалы о прошлом Сидни.

### Сезон 4
Состоит из 22 серий.
Сезон 4 начинается, сценой, во время которой Сидни читает шокирующие, совершенно секретные документы, названные как «S.A.B. 47 Project». В фильме объясняется, что документ разрешает Джеку Бристоу казнить мать Сидни, которая заказала убийство Сидни. Первая страница документов указывает Сидни как «активный» субъект «проекта Рождество», который начался 17 апреля 1975 года, подписанный Джеком, как руководителем проекта.
Сидни присоединяется к новому сверхсекретному подразделению ЦРУ, скопированному по принципу СД-6 и управляемому Арвином Слоаном, бывшим руководителем СД-6. Новое подразделение APO (ПВВ) («посторонним вход воспрещен»): все члены подобраны Слоаном, включают почти всех героев от предыдущих сезонов, включая Джека, Вона, прежний напарник Сидни (в третьем сезоне директор ЦРУ) Маркус Диксон, компьютерный и технический гений, Маршалл Флинкман, и лучший друг Вона Эрик Вайс (принятый после спасения Сидни и Вона, которого считал уволившимся из ЦРУ). Дочь Слоана и сестра Сидни Надя Сантос также, в конечном счете, возвращается из Аргентины, где была агентом аргентинской разведки, чтобы присоединиться к ПВВ. APO — это подразделение свободно от бюрократических проволочек, официально не существующее, подконтрольное только руководителю.
В течение сезона, самозванец Арвина Слоана, в шутку названный «Арвин Клон», приобретал технологии, чтобы осуществить предсказанный Рамбальди апокалипсис. Использовав «Омнифам», реальный Слоан загрязнил всемирную питьевую воду химикалиями, которые приносили чувства мира и спокойствия. Однако, эти чувства могут быть полностью изменены с устройством Мюллера «Сферой». Третья сестра Деревко, Елена, построила гигантское устройство Мюллера в российском городе Совогде (вымысел), которое привело жителей в безумие. Сидни, Джек, Слоан, Ирина, Надя, Вон приземляются в Совогде, уничтожают устройство и убивают Елену. Надя была заражена и стала безумной. Она стала бороться с Сидни, не давая разрушить «Сферу», и Слоан вынужден был стрелять в свою дочь. Надя оказалась в коме и для неё безуспешно искали лекарство. Ирина убегает снова. Все жители 100-тысячного города Совогда погибли, как в фильме «Обитель зла».
Сезон заканчивается тем, что Сидни и Вон едут в Санта-Барбару на романтический отдых. Во время поездки Вон доверяет Сидни шокирующий секрет: его зовут не Майкл Вон; их встреча не была совпадением; и что он двойной агент. Прежде, чем он договорил, другой автомобиль врезается в них.

### Сезон 5
Состоит из 17 серий.
Пятый сезон начинается с похищения Вона. Сидни узнает, что Вона подозревали в том, что он двойной агент и что автокатастрофа, возможно, было прикрытием для его извлечения. Вон позднее спасается и объясняет Сидни, что его реальное имя — Андре Мишо. Он рассказывает Сидни, что занимается расследованием, связанным с секретной организацией. Эта организация, известная под названием Пророк Пять, связана со смертью его отца. Во время выполнения задания по похищению книги Рамбальди о Пророке Пять (в честь этой книги была названа организация), Сидни звонит доктор и сообщает о её беременности (сценарий был изменён, чтобы беременная актриса могла сниматься). В Вона стреляют по приказу Гордона Дина из Пророка Пять. Четыре месяца спустя Сидни продолжает расследовать убийство Вона. Чтобы раскопать деятельность Пророка Пять, Сидни работает с наёмной убийцей и партнёршей Вона — Рене Риенн. В то же самое время проявляется Дин и его преступная организация «Амбар», замаскированная, подобно СД-6, под секретное подразделение ЦРУ.
Вайс получает новую работу в Вашингтоне, а Надя все ещё в коме. Им на смену в АРО появляются два новых члена команды: Томас Грас — нахальный молодой агент, и Рэйчел Гибсон «Пересмешник» — компьютерная специалистка, которая, подобно Сидни, была обманута, считая, что работает на ЦРУ в подразделении «Амбар» у Дина.
В продолжение сюжета, Арвин Слоан следует своей навязчивой идее, ища лечение для Нади. Слоан был заключен в тюрьму из-за своих действий в течение четвёртого сезона; однако, он был освобожден, благодаря влиянию Дина на комитет по приговорам. В обмен на свободу Слоан теперь должен работать на Дина из Пророка Пять в APO. Не зная этих фактов о Слоане, Джек позволяет ему присоединиться к APO и использовать его ресурсы, чтобы искать лечение для дочери. Благодаря лекарству от Рамбальди, Надя выздоравливает.
Пророк Пять похищает беременную Сидни. Они гипнотизируют её, Ирина получает ложную информацию о местонахождении Горизонта (ещё один артефакт Рамбальди) и узнает о том, что Вон жив. Ирина поручает своим людям заботиться о ней.
Ирина, Джек и Сидни вместе отправляются на поиски Горизонта. В банке, где хранился артефакт, Сидни рожает, а Ирина сбегает с Горизонтом.
Сидни и Надя рады снова быть вместе, они ухаживают за ребёнком, гуляют в парке с коляской, и есть надежда, что Слоан изменится в лучшую сторону. Но Слоан начал опять исследовать Рамбальди, и в результате несчастного случая Надя гибнет.
Вон, тайно скрывавшийся в Непале, где залечивал огнестрельные раны, нанесённые Дином и его помощником. Анна Эспиноса стала точной копией Сидни, так же как когда-то Эллиссон Дорин стала Фрэнси. Слоан помог Анне Эспиносе выдавать себя за Сидни, рассказав подробности о её жизни. После гибели Рене из неё извлекли половинку микрочипа с надписью имени Вона — Андре Мишо. Клон Сидни нашла Вона в Непале, а настоящая Сидни опоздала к нему. У Вона в груди нашли вторую половину микрочипа с надписью «Рене». Соединив половинки, они получили информацию о нахождении бункера времен холодной войны в Германии. В бункере было обнаружено много документов и дел о Пророке Пять. Убив своего клона, Сидни стала выдавать себя за Анну Эспиносу. Помощники Слоана — Пейтон, бывшая помощница Гордона Дина, и Сарк уничтожили 12 глав альянса Пророка Пять. Они взрывают офис APO, Томас Грас при этом гибнет.
В конце сериала выясняется, что окончательная цель Слоана — это бессмертие, из-за которого он потерял Надю, убил много невинных людей в поисках артефактов Рамбальди, по его вине погибли жители Совогды. Однако, он, получив бессмертие, оказывается в ловушке навсегда в могиле Рамбальди в Монголии. Смертельно раненый Джек жертвует собой, взрывая могилу, чтобы отомстить за всю боль, которую Слоан причинил Сидни за эти годы. Сидни выслеживает Сарка и Горизонт в Гонконге, и находит Ирину. Ирина и Сарк планировали устроить очередной апокалипсис. После заключительного сражения между Сидни и её матерью, Ирина погибает.
Сериал заканчивается эпизодом спустя несколько лет. Сидни и Вон женаты, живут в доме на берегу океана, на отдыхе, с двумя детьми, дочерью Изабеллой и сыном Джеком, названным в честь отца Сидни. Дочь Изабелла показывает ту же способность пройти испытание в ЦРУ (собирает кубики в башню), которую отметили ранее врожденные навыки Сидни, для того, чтобы быть идеальным агентом. Однако после завершения головоломки, она рушит её, это, возможно, говорит о том, что она не будет следовать по стопам своей матери. Директор Диксон приходит к ним в гости и приглашает принять участие в новом задании.
Титры в конце: «Спасибо за невероятные пять лет».

## Актёрский состав

### Главные роли
— главная роль
     — повторяющаяся роль
     — гостевая роль
     — второстепенная роль в сезоне, сыгранная другим актёром или созданная при помощи спецэффектов.
     — не появляется
| Актёр            | Персонаж         | Появление в сезонах | Появление в сезонах | Появление в сезонах | Появление в сезонах | Появление в сезонах | Появление в сезонах |  |
| Актёр            | Персонаж         | 1                   | 2                   | 3                   | 4                   | 5                   | Эпизоды             |  |
| ---------------- | ---------------- | ------------------- | ------------------- | ------------------- | ------------------- | ------------------- | ------------------- |  |
| Дженнифер Гарнер | Сидни Бристоу    | 22                  | 22                  | 22                  | 22                  | 17                  | 105                 |  |
| Рон Рифкин       | Арвин Слоан      | 22                  | 22                  | 21                  | 21                  | 17                  | 103                 |  |
| Майкл Вартан     | Майкл Вон        | 22                  | 22                  | 22                  | 22                  | 8                   | 96                  |  |
| Брэдли Купер     | Уилл Типпин      | 22                  | 19                  | 1                   |                     | 1                   | 43                  |  |
| Меррин Данги     | Фрэнси Калфо     | 20                  | 13                  | 1                   |                     | 1                   | 35                  |  |
| Меррин Данги     | Элисон Дорен     |                     | 9                   | 2                   |                     |                     | 11                  |  |
| Карл Ламбли      | Маркус Диксон    | 19                  | 16                  | 22                  | 20                  | 17                  | 94                  |  |
| Кевин Уайзман    | Маршалл Флинкман | 21                  | 21                  | 22                  | 21                  | 17                  | 102                 |  |
| Виктор Гарбер    | Джек Бристоу     | 22                  | 22                  | 22                  | 22                  | 17                  | 105                 |  |
| Дэвид Андерс     | Джулиан Сарк     | 5                   | 15                  | 19                  | 2                   | 5                   | 46                  |  |
| Лена Олин        | Ирина Деревко    | 4                   | 17                  |                     | 2                   | 3                   | 26                  |  |
| Мелисса Джордж   | Лорен Рид        |                     |                     | 19                  | 1                   |                     | 20                  |  |
| Грег Гранберг    | Эрик Вайсс       | 13                  | 8                   | 22                  | 20                  | 3                   | 66                  |  |
| Миа Маэстро      | Надя Сантос      |                     |                     | 3                   | 21                  | 6                   | 30                  |  |
| Рэйчел Николс    | Рэйчел Гибсон    |                     |                     |                     |                     | 17                  | 17                  |  |
| Элоди Буше       | Рене Риенн       |                     |                     |                     |                     | 9                   | 9                   |  |
| Бальтазар Гетти  | Томас Грейс      |                     |                     |                     |                     | 15                  | 15                  |  |
| Эми Экер         | Келли Пейтон     |                     |                     |                     |                     | 12                  | 12                  |  |
| Всего эпизодов   | Всего эпизодов   | 22                  | 22                  | 22                  | 22                  | 17                  | 105                 |  |

### Второстепенные персонажи
| Актёр                | Персонаж          | Появление в сезонах | Появление в сезонах | Появление в сезонах | Появление в сезонах | Появление в сезонах | Появление в сезонах |  |
| Актёр                | Персонаж          | 1                   | 2                   | 3                   | 4                   | 5                   | Эпизоды             |  |
| -------------------- | ----------------- | ------------------- | ------------------- | ------------------- | ------------------- | ------------------- | ------------------- |  |
| Ангус Скримм         | Кэлвин МакКалох   | 4                   | 1                   |                     | 1                   |                     | 6                   |  |
| Рик Янг              | Чжан Ли           | 2                   | 2                   | 1                   |                     |                     | 5                   |  |
| Эван Декстер Парк    | Чарли Бернард     | 6                   |                     |                     |                     |                     | 6                   |  |
| Аарон Ипале          | Инени Хассан      | 4                   |                     |                     |                     |                     | 4                   |  |
| Сара Шахи            | Дженни            | 7                   |                     |                     |                     |                     | 7                   |  |
| Джина Торрес         | Анна Эспиноса     | 3                   |                     |                     | 2                   | 1                   | 6                   |  |
| Кион Янг             | Чой               | 3                   |                     |                     |                     | 1                   | 4                   |  |
| Элейн Каган          | Джун Литвак       | 4                   |                     |                     |                     |                     | 4                   |  |
| Мигель Сандовал      | Энтони Рассек     | 3                   |                     |                     |                     |                     | 3                   |  |
| Кен Олин             | Дэвид МакНил      | 3                   |                     |                     |                     |                     | 3                   |  |
| Джеймс Хэнди         | Артур Девлин      | 5                   | 1                   |                     |                     | 2                   | 8                   |  |
| Джои Злотник         | Стивен Халадки    | 5                   |                     |                     |                     |                     | 5                   |  |
| Патриша Уэттиг       | Джуди Барнетт     | 3                   | 4                   | 5                   |                     |                     | 12                  |  |
| Эми Ирвинг           | Эмили Слоан       | 5                   | 3                   |                     | 1                   |                     | 9                   |  |
| Деррик О’Коннор      | Александр Касинау | 3                   | 1                   |                     |                     |                     | 4                   |  |
| Вольф Музер          | Рамон Велозо      | 3                   | 2                   |                     |                     |                     | 5                   |  |
| Терри О’Куинн        | Кендалл           | 1                   | 16                  | 1                   |                     |                     | 18                  |  |
| Джеймс Лежер         | Крейг Блэр        |                     | 3                   |                     |                     |                     | 3                   |  |
| Фэй Данауэй          | Ариана Кейн       |                     | 3                   |                     |                     |                     | 3                   |  |
| Ивонн Фэрроу         | Дайана Диксон     | 2                   | 3                   |                     |                     |                     | 5                   |  |
| Аманда Форман        | Кэрри Боуман      |                     | 2                   | 3                   | 1                   | 2                   | 8                   |  |
| Курт Фуллер          | Роберт Линдси     |                     |                     | 6                   |                     |                     | 6                   |  |
| Клифтон Коллинс, мл. | Хавьер Парес      |                     |                     | 3                   |                     |                     | 3                   |  |
| Джимон Хонсу         | Казари Бомани     |                     |                     | 3                   |                     |                     | 3                   |  |
| Марк Брэмхолл        | Адриан Лазарев    |                     |                     | 4                   |                     |                     | 4                   |  |
| Изабелла Росселлини  | Катя Деревко      |                     |                     | 3                   | 2                   |                     | 5                   |  |
| Пегги Липтон         | Оливия Рид        |                     |                     | 3                   |                     |                     | 3                   |  |
| Анджела Бассетт      | Хейден Чейз       |                     |                     |                     | 4                   |                     | 4                   |  |
| Ник Джэйни           | Маниша Джайн      |                     |                     |                     | 3                   |                     | 3                   |  |
| Сония Брага          | Елена Деревко     |                     |                     |                     | 5                   |                     | 5                   |  |
| Майкл Кеннет Уильямс | Робертс           |                     |                     |                     | 3                   |                     | 3                   |  |
| Джоэл Грей           | Нед Болджер       |                     |                     |                     | 3                   |                     | 3                   |  |
| Тайриз Аллен         | Гордон Дин        |                     |                     |                     |                     | 6                   | 6                   |  |
| Ангус Макфадьен      | Джозеф Эрманн     |                     |                     |                     |                     | 3                   | 3                   |  |
| Всего эпизодов       | Всего эпизодов    | 22                  | 22                  | 22                  | 22                  | 17                  | 105                 |  |

### В главных ролях
| Актёр            | Роль                                 |
| ---------------- | ------------------------------------ |
| Дженнифер Гарнер | Сидни Бристоу / Sydney Bristow       |
| Рон Рифкин       | Арвин Слоун / Arvin Sloane           |
| Майкл Вартан     | Майкл Вон / Michael Vaughn           |
| Брэдли Купер     | Уилл Типпин / Will Tippin            |
| Меррин Данги     | Фрэнси Кэлфо / Francie Calfo         |
| Карл Ламбли      | Маркус Диксон / Marcus Dixon         |
| Кевин Уайзман    | Маршалл Флинкман / Marshall Flinkman |
| Виктор Гарбер    | Джек Бристоу / Jack Bristow          |
| Грег Гранберг    | Эрик Вайс / Eric Weiss               |
| Дэвид Андерс     | Джулиан Сарк / Julian Sark           |
| Лена Олин        | Ирина Деревко / Irina Derevko        |
| Мелисса Джордж   | Лоурен Рид / Lauren Reed             |
| Миа Маэстро      | Надя Сантос / Nadia Santos           |
| Рэйчел Николс    | Рейчел Гибсон / Rachel Gibson        |
| Элоди Буше       | Рене Риен / Renée Rienne             |
| Бальтазар Гетти  | Томас Грейс / Thomas Grace           |
| Эми Экер         | Келли Пейтон / Kelly Peyton          |

### Специально приглашенные актёры
| Актёр               | Роль                                                 |
| ------------------- | ---------------------------------------------------- |
| Дэвид Кроненберг    | доктор Бреззель / Dr. Brezzel                        |
| Итан Хоук           | Джеймс Леннокс / James Lennox                        |
| Кристиан Слейтер    | Нил Каплан / Neil Caplan                             |
| Изабелла Росселлини | Кати Деревко / Katya Derevko                         |
| Квентин Тарантино   | Маккенас Коул / McKenas Cole                         |
| Джимон Хонсу        | Казари Бомани / Kazari Bomani                        |
| Пегги Липтон        | Оливия Рид / Olivia Reed                             |
| Рики Джервейс       | Дэниэл Райан / Daniel Ryan                           |
| Питер Берг          | Ноа Хикс / Noah Hicks                                |
| Дэвид Кэррадайн     | Конрада / Conrad                                     |
| Фэй Данауэй         | Ариана Кейн / Ariana Kane                            |
| Роджер Мур          | Эдвард Пул / Edward Poole                            |
| Рутгер Хауэр        | Энтони Гейгер / Anthony Geiger                       |
| Джина Торрес        | Анна Эспиноса / Anna Espinosa                        |
| Соня Брага          | Елена Деревко / Elena Derevko                        |
| Вивика Фокс         | Тоня / Toni Cummings                                 |
| Анджела Бассетт     | директор ЦРУ Хайден Чейз / CIA Director Hayden Chase |
| Терри О’Куинн       | директор ФБР Кендалл / FBI Director Kendall          |
| Джон Ханна          | Мартин Шепард / Martin Shepard                       |
| Дэнни Трехо         | Эмилио Варгас / Emilio Vargas                        |
| Владимир Машков     | Мило Крадич                                          |
| Олег Тактаров       | Гордей Волков                                        |
| Олег Видов          | рабочий                                              |
| Игорь Жижикин       | Вертолет                                             |
| Борис Киевский      |                                                      |
| Александр Кузнецов  | Казимир Щербаков                                     |
| Евгений Лазарев     | доктор Крешник                                       |

## Эпизоды
| Сезон | Сезон | Эпизоды | Оригинальная дата показа | Оригинальная дата показа |
| Сезон | Сезон | Эпизоды | Премьера сезона          | Финал сезона             |
| ----- | ----- | ------- | ------------------------ | ------------------------ |
|       | 1     | 22      | 9 сентября 2001          | 12 мая 2002              |
|       | 2     | 22      | 29 сентября 2002         | 4 мая 2003               |
|       | 3     | 22      | 28 сентября 2003         | 23 мая 2004              |
|       | 4     | 22      | 5 января 2005            | 24 мая 2005              |
|       | 5     | 17      | 29 сентября 2005         | 22 мая 2006              |

## Создатели телесериала
Телесериал снят кинокомпаниями Touchstone Television и Bad Robot Productions в округе Лос-Анджелеса. Съемки проходили в основном в студии Уолта Диснея в Бербанке в Калифорнии (Walt Disney Studios), наряду с некоторыми наружными сценами около некоторых из известных зданий студии. Несмотря на географию мест действий, только один эпизод снимался вне округа Лос-Анджелеса (Лас-Вегас, штат Невада).
- Дж. Дж. Абрамс — исполнительный продюсер
- Джон Эйзендрат[англ.] — исполнительный продюсер (Сезоны 1-3)
- Алекс Куртцман — исполнительный продюсер (Сезоны 2-3)
- Роберто Орси — исполнительный продюсер (Сезоны 2-3)
- Джефф Пинкнер — исполнительный продюсер (Сезон 5)
- Джесси Александер — исполнительный продюсер (Сезон 5)
- Кен Олин — исполнительный продюсер
- Майкл Джаккино — композитор
- Майкл Харо / Michael Haro — координирующий продюсер